# Obermarkt (Freiberg)

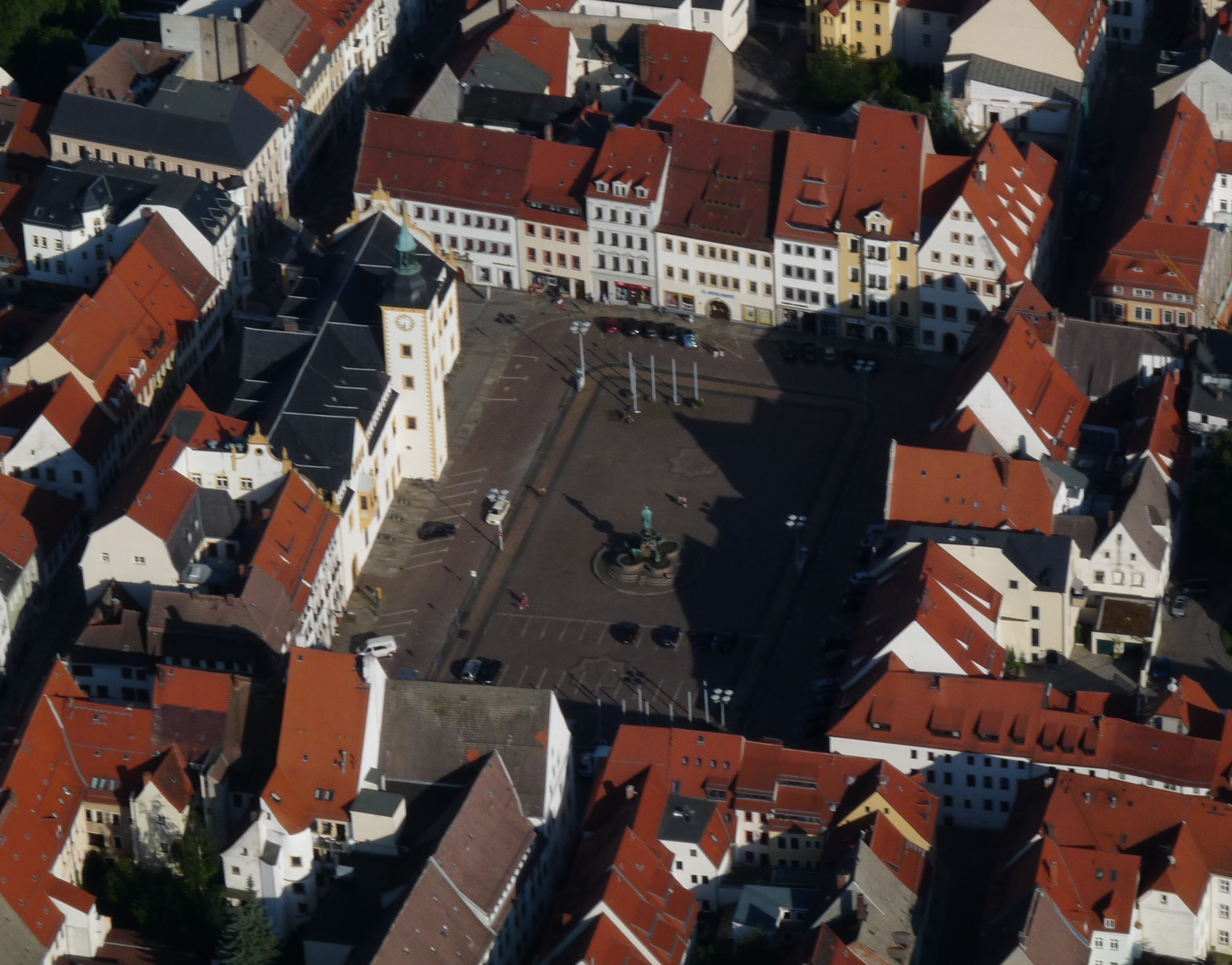
Der Obermarkt in Freiberg

Der Obermarkt ist ein historischer Platz in der Stadt Freiberg in Sachsen. Er misst heute 110 Meter mal 72 Meter und liegt auf einer Höhe von rund 402 m ü. NN.

## Geschichte
Die Freiberger Oberstadt mit der Petrikirche und dem Obermarkt wurde in der zweiten Hälfte der 1180er Jahre planmäßig und nach einem Rechteckschema angelegt. Bereits zu diesem Zeitpunkt oder nur wenige Jahre später und damit nicht erst nach dem Stadtbrand von 1484, wie bisher angenommen, erfolgte auch eine erste Bebauung an der Westseite des Obermarktes zur Petrikirche hin. Der Obermarkt in Freiberg wurde fast 800 Jahre hindurch im Laufe der Geschichte niemals umbenannt und trägt daher noch immer seinen „Geburtsnamen“. Das historische Platzbild ist geschlossen erhalten.
Im 15. Jahrhundert war der Obermarkt Richtstatt des Kunz von Kauffungen, des Prinzenräubers, der seine beiden letzten Tage im Verlies des Rathauses zubrachte. Teile der nach der Überlieferung für den Altenburger Prinzenraub verwendeten Strickleiter, hängen in der Eingangshalle des Rathauses. Ein bläulich schimmernder Pflasterstein aus Basalt (sog. Spuckstein) zeugt der Überlieferung nach von der Stelle, an die Kunzens Kopf gerollt sein soll. Hierhin blickt der sogenannte, mittlerweile von Verwitterung gezeichnete Gaffkopf vom Erker des Rathauses herab.
Viele der Häuser sind mit teils mehrgeschossigen Dachgauben ausgestattet. Die Nummerierung der Häuser beginnt an der östlichen Ecke mit Nummer 1, folgt dem Uhrzeigersinn und endet am Rathaus mit der Nummer Obermarkt 24.

## Bauwerke am Obermarkt

### Rathaus
Das dominierende Gebäude des Platzes – Obermarkt 24 – ist das an der Nordostseite des Marktplatzes stehende breit gelagerte Rathaus, das zwischen 1410 und 1474 errichtet wurde und in das Teile eines Vorgängerbaus einbezogen wurden. Es ist ein typischer Renaissance-Bau. In späteren Jahrhunderten erfolgten etliche Umbauten, z. B. Austausch des spätgotischen Steildachs durch das nun erhaltene Satteldach und der Giebel wurde 1857 in historisierender Art überformt. Der vorgestellte Turm beherbergt eine Turmuhr, die nach allen vier Seiten zeigt. An der Nordostecke des Gebäudes befindet sich ein Anbau von 1912 an Stelle der einstigen Stadtfronfeste (Stockhaus). Im ersten Geschoss befinden sich die Lorenzkapelle (1514) sowie seit 1986 ein aus Meißner Porzellan gefertigtes Glockenspiel mit zwölf Glocken, das täglich um 11:15 und 16:15 Uhr das Steigerlied „Glück auf, Glück auf, der Steiger kommt“ intoniert. Es können noch weitere Melodien, auch über eine Klaviatur, gespielt werden. Die Fassade ist mit unterschiedlichen Gewänden abwechslungsreich gestaltet. Der wappengeschmückte Erker von 1578, an dem der oben erwähnte Gaffkopf angebracht ist, setzt einen besonderen architektonischen Akzent.
Das Ensemble steht unter Denkmalschutz, weil es laut Gutachten „zu den wertvollsten Profanbauten der historischen Freiberger Altstadt gehört. Es ist künstlerisch, bau- und stadtentwicklungsgeschichtlich bedeutend und [...] zudem städtebaulich besonders wertvoll.“

### Ratskeller
Im Haus Obermarkt 16, das ein repräsentatives Renaissanceportal besitzt, befindet sich seit 1880 die Gaststätte Ratskeller. Das Haus an der Nordwestfront des Platzes wurde 1545/1546 von Sebastian Lorenz d. Ä. als städtisches Kaufhaus errichtet. Im Erdgeschoss waren die Verkaufsstände der Bäcker und Fleischer sowie der Ratsweinschank untergebracht, im Obergeschoss war neben Verkaufsständen von Tuchmachern, Schustern und Kürschnern die so genannte „Kastenstube“ zu finden, eine „Trinkstube für besondere Personen“. Ebenfalls in diesem Gebäude gibt es den Städtischen Festsaal, der 1687 eingerichtet und Anfang des 18. Jahrhunderts im Stil des Barock ausgestaltet wurde. 1727 spielte hier die Schauspielerin Friederike Caroline Neuber (die „Neuberin“), 1834 und 1836 gab Clara Schumann hier Konzerte.

In der Gaststube findet der Besucher das Buckelbergwerk des Freiberger Originals Alfred Mende,  genannt Schlamende oder Kalmus, mit dem dieser seinen Unterhalt bestritt. Ein Gericht in diesem Restaurant heißt nach ihm Schlamende-Schnitzel.

### Weitere Gebäude
Das Haus Obermarkt 1 – ein repräsentatives Bürgerhaus – zeichnet sich durch sein reich geschmücktes Eingangsportal und die reich profilierten Fenstergewände aus. Dieses Haus war das Wohnhaus des Freiberger Bürgermeisters Jonas Schönlebe.
Das Haus Obermarkt 17 trägt den Namen Lißkirchner-Haus. Mit 32 m ist es das höchste Haus am Obermarkt. Das Renaissanceportal von 1530 zeigt Motive des Freiberger Bergbaus.
Im spätgotischen Alnpeckhaus an der südlichen Ecke des Marktes befand sich die Freiberger Münze bis zu ihrer Verlegung im Jahre 1556 nach Dresden. Die Münze war zugleich Wohnhaus des letzten Freiberger Münzmeisters Andreas Alnpeck.
Alle übrigen Häuser sind Bürgerhäuser (auch verschiedentlich Patrizierhäuser genannt), die überwiegend aus dem 16. Jahrhundert stammen. Diese Häuser zeichnen sich wegen der – erfahrungsgemäß großen – Schneelasten im Winter durch hohe Satteldächer aus, die teilweise mit Dachgauben, Reliefs, Rundbögen- und anderen Portalen und stabwerkgeschmückten Fenstergewänden versehen sind.

### Brunnendenkmal

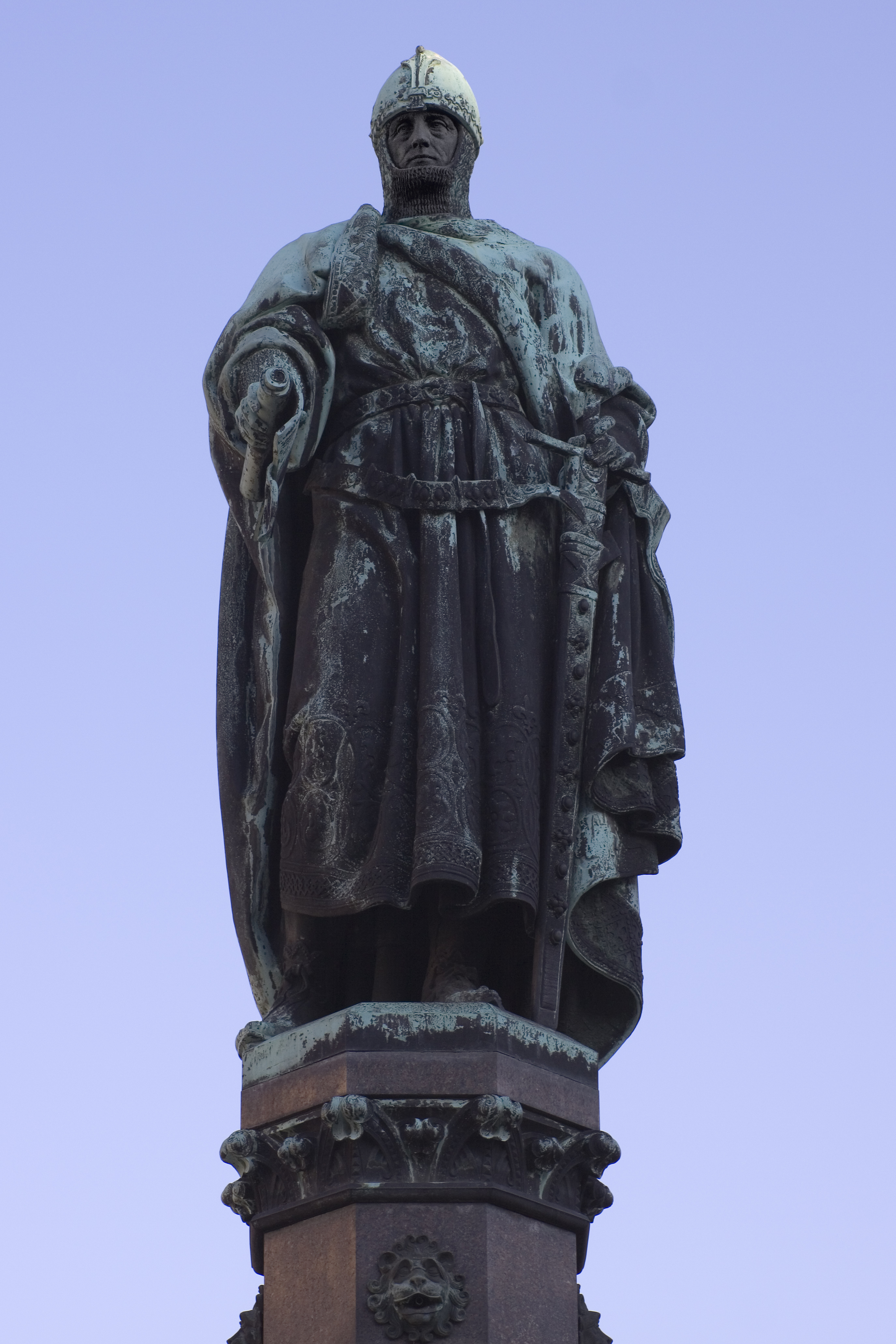
Otto der Reiche auf dem Brunnendenkmal auf dem Freiberger Obermarkt

In der Mitte des Marktes steht das bronzene Brunnendenkmal von 1897, das den wettinischen Stadtgründer Markgraf Otto den Reichen und vier Wappenlöwen zeigt. Eine alte Tradition Freiberger Studenten ist das „Löwenreiten“ nach dem Abschluss des Studiums, der früher solange betrieben wurde, bis die Polizei kam und die jungen Leute zur Kasse bat. Der Strafzettel, der ihnen Erregung öffentlichen Ärgernisses durch Löwenreiten bescheinigte, wurde dann stolz in der Heimat herumgezeigt.

## Veranstaltungen
Regelmäßig werden auf dem Obermarkt Wochenmärkte abgehalten. Die Freiberger Bergparaden beziehen in der Regel alle vier Seiten des Marktes in ihre Paradestrecke ein. In der Adventszeit findet der sehr beliebte Freiberger Christmarkt statt.

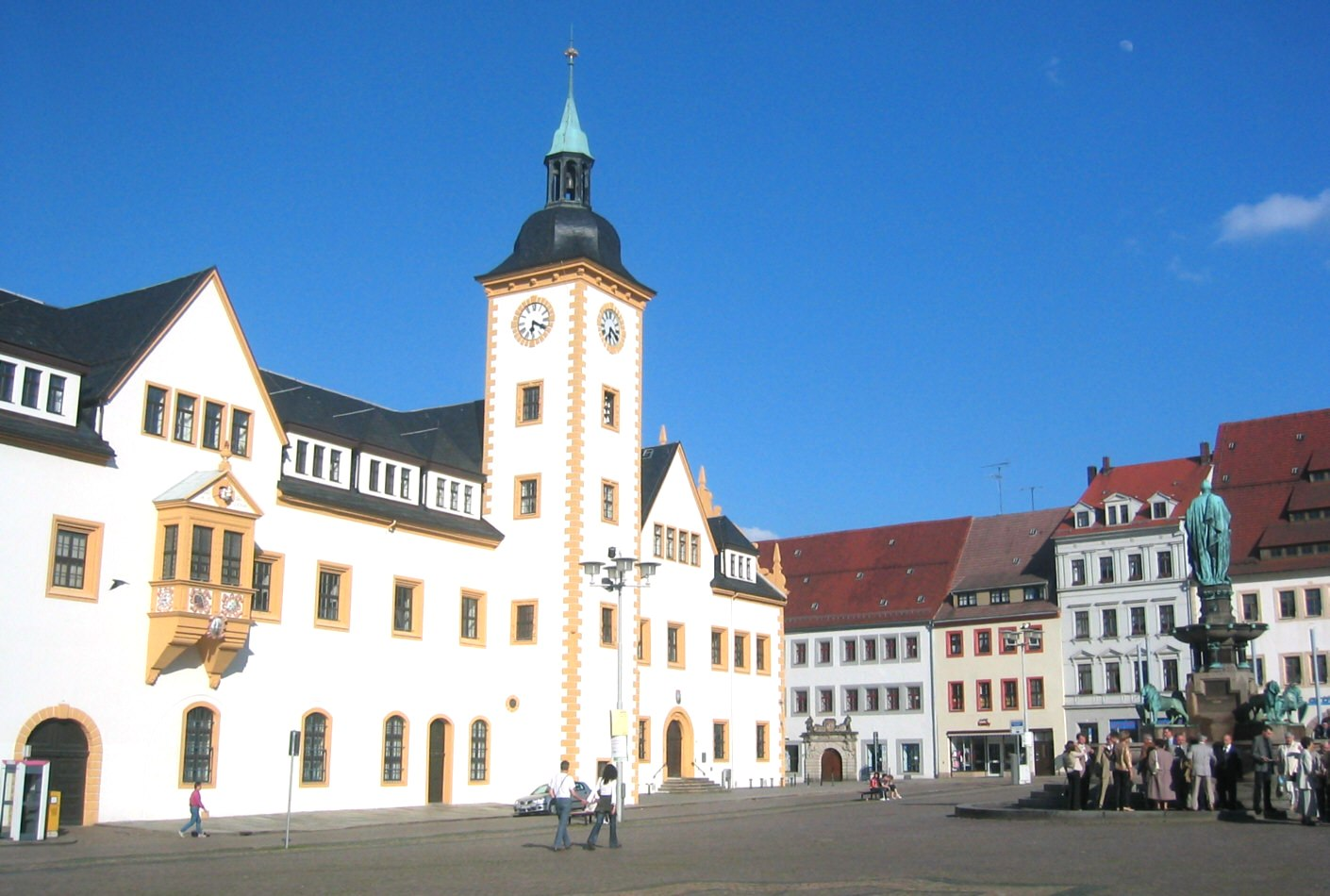
Freiberger Obermarkt mit Rathaus
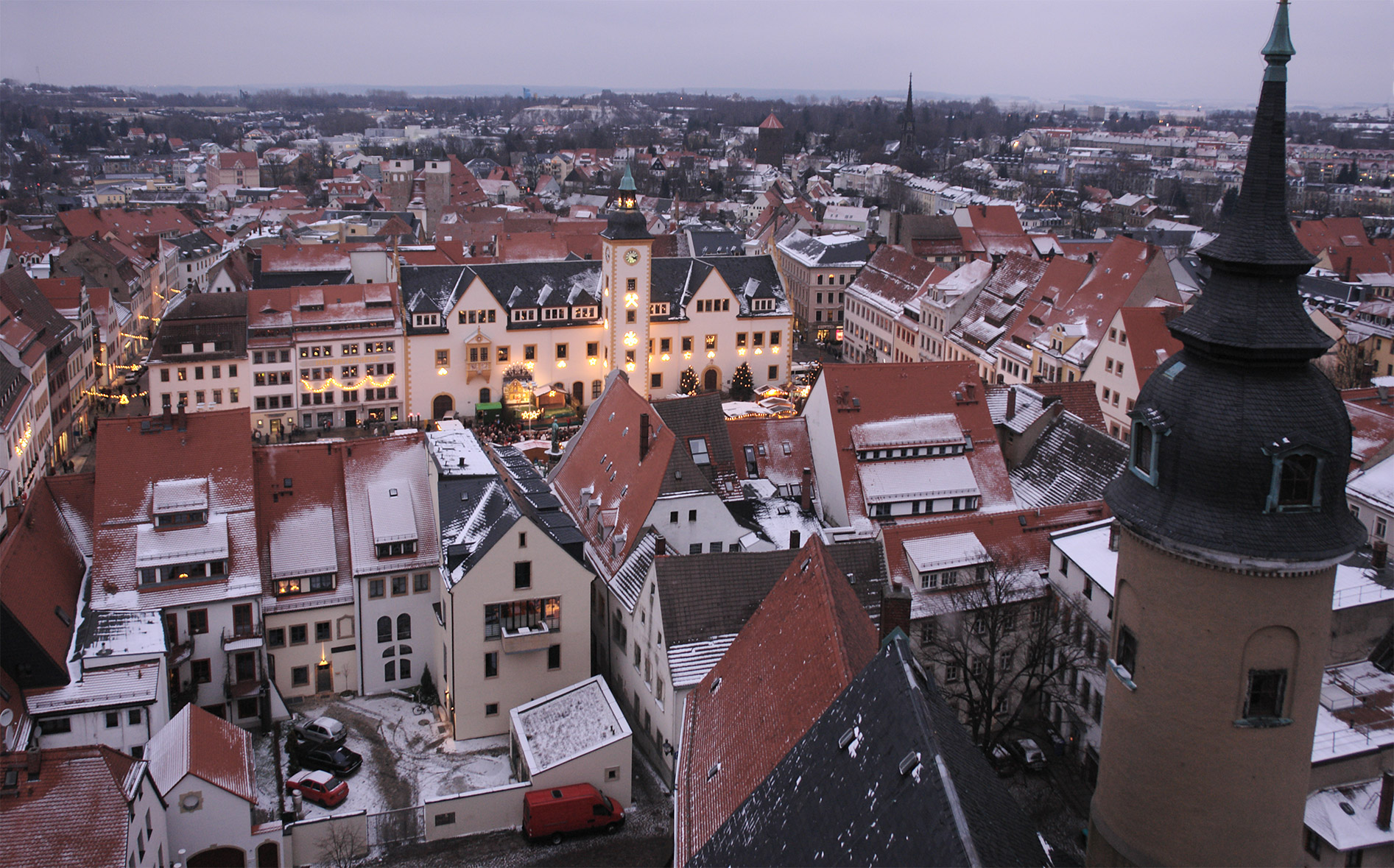
Blick auf den weihnachtlichen Obermarkt von der Petrikirche
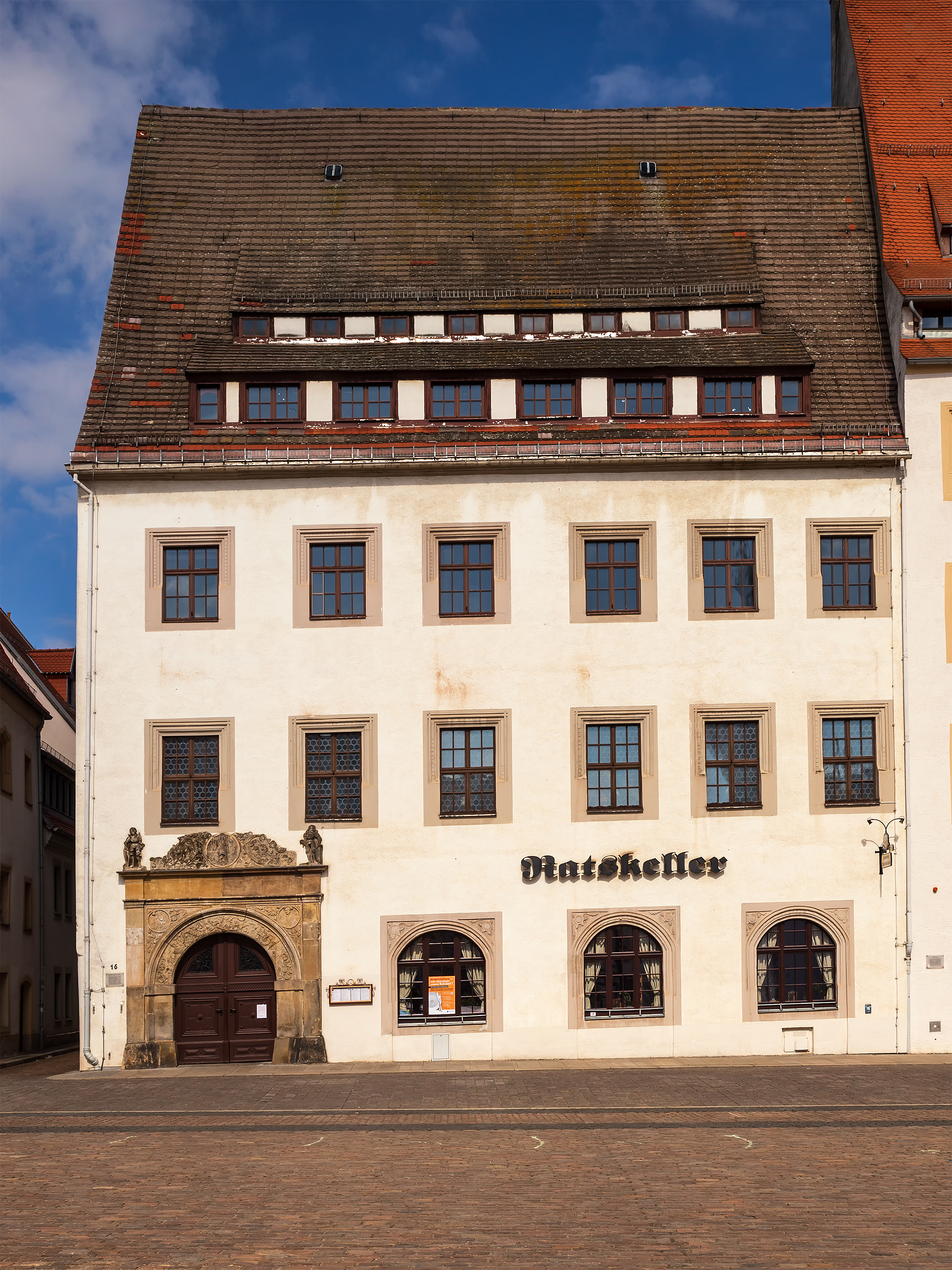
Haus Obermarkt Nr. 16 (Ratskeller)
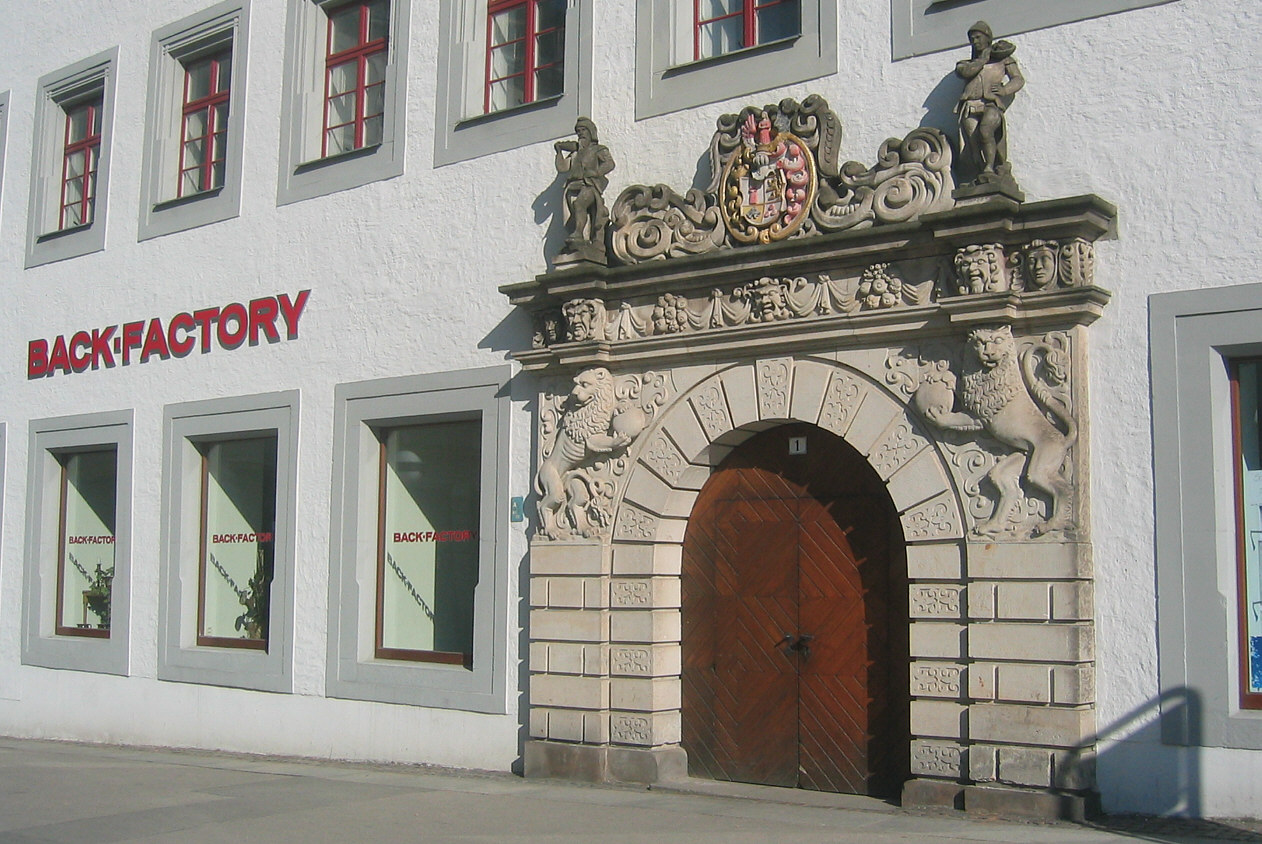
Haus Obermarkt 1
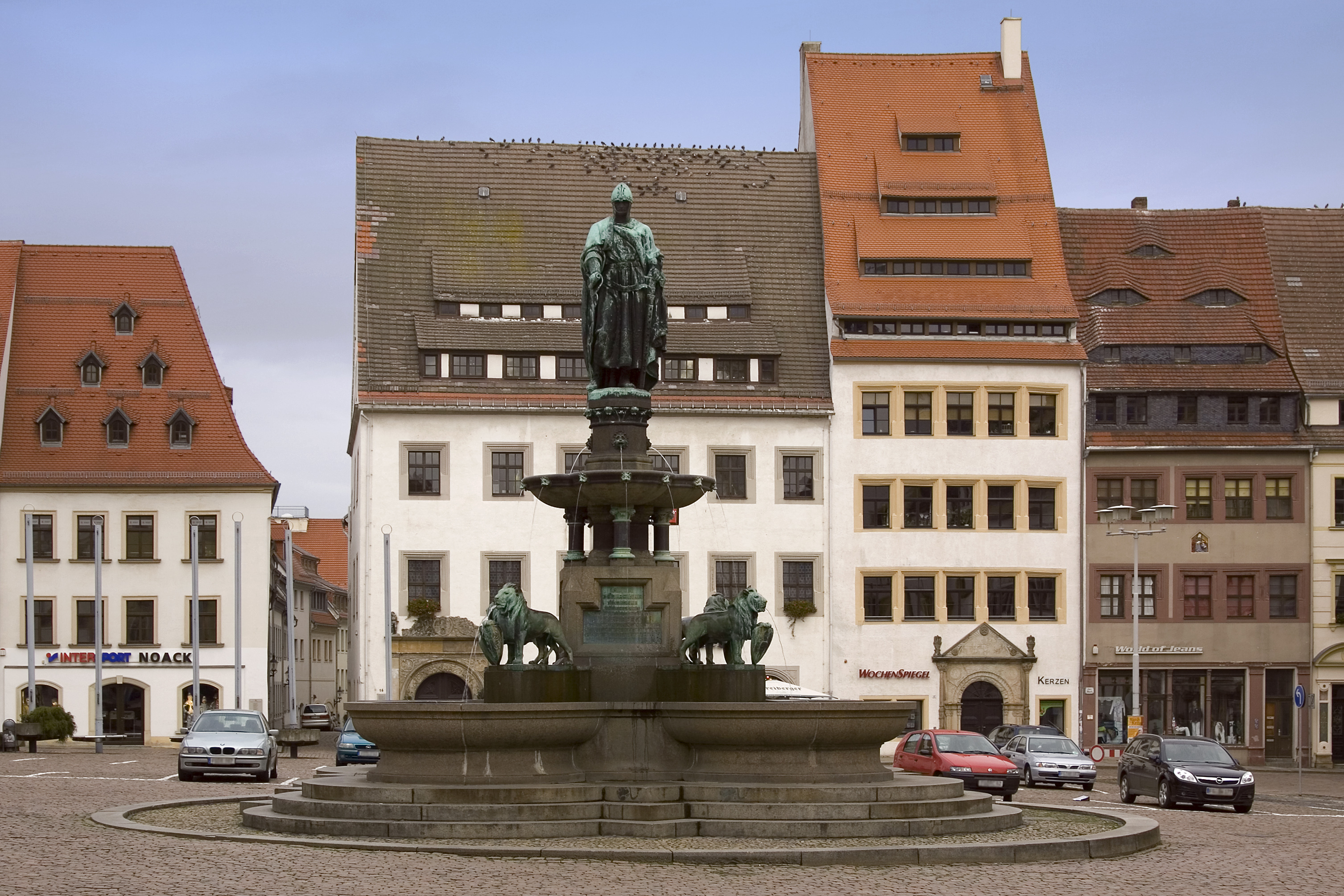
Brunnendenkmal
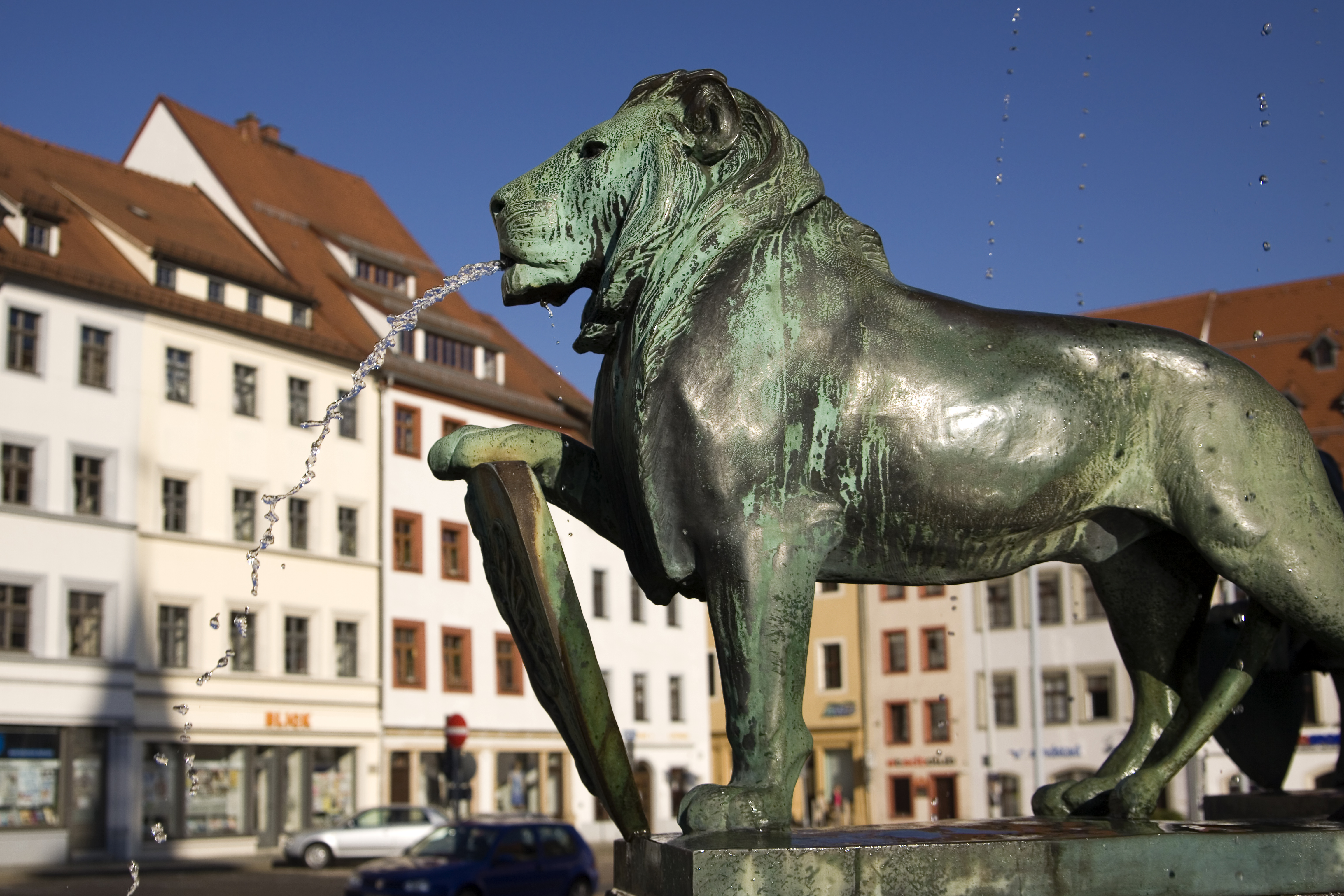
Brunnendenkmal
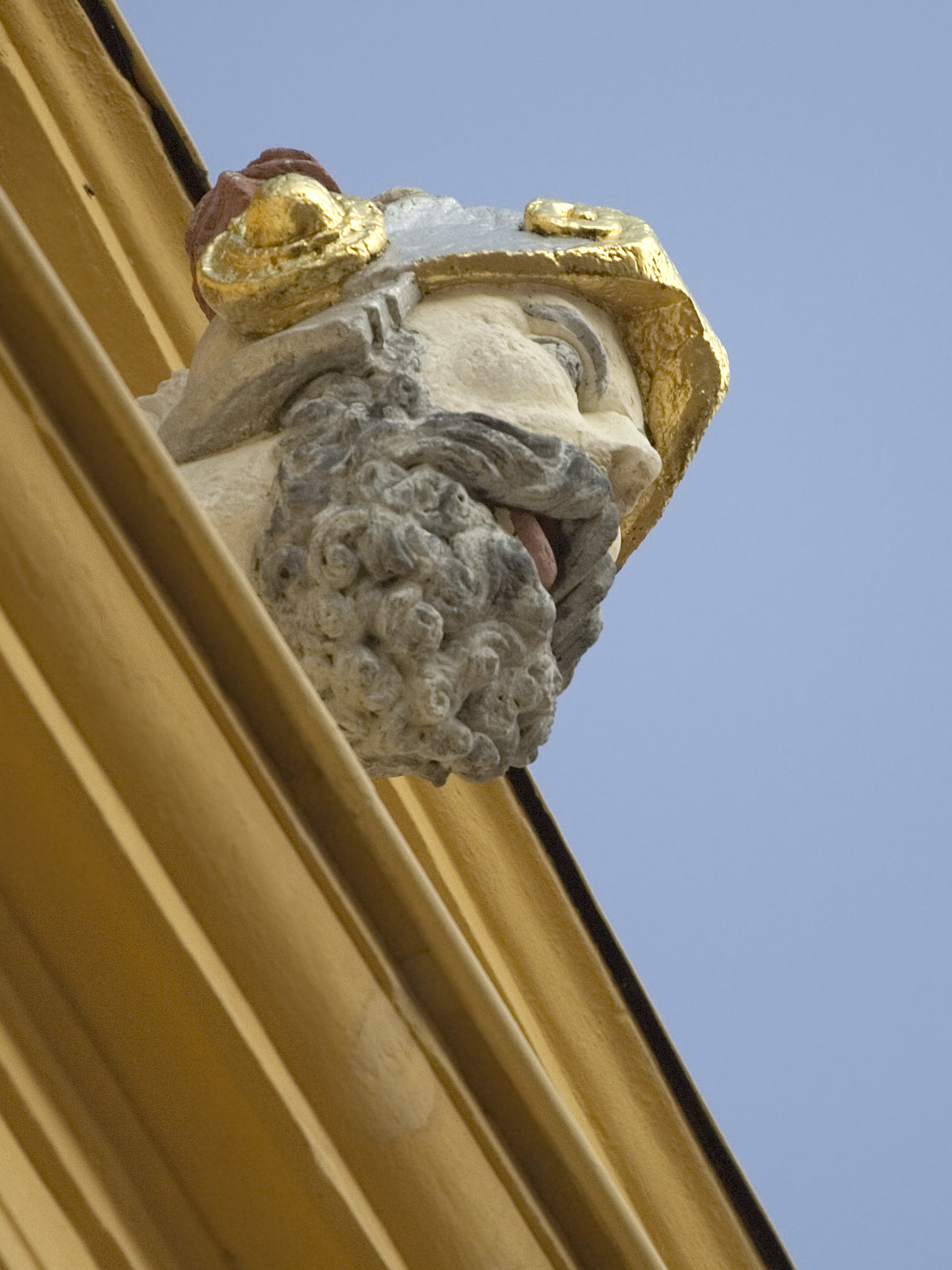
Gaffkopf am Rathauserker

Siehe auch:
- Liste historischer und bedeutender Plätze und Straßen in Sachsen
- Untermarkt (Freiberg)